# Fodboldfeber 4:8 - Mad der ligner opkast
|  | Denne artikel er oprettet af botten Steenthbot ud fra en ekstern database. Den kan derfor have sproglige fejl eller mangler. Denne skabelon kan fjernes efter kontrol af indholdet. |

Fodboldfeber 4:8 - Mad der ligner opkast er en norsk dokumentarfilm fra 2021 instrueret af Line Hatland.

## Handling
Hold fra hele verden er samlet i Norge til Norway Cup, men den norske mad er ret anderledes, end hvad mange af børnene er vant til. Heldigvis er der en kiosk i nærheden, hvor man kan købe snacks. 
’Fodboldfeber’ er en serie i 8 afsnit om verdens største fodboldcup for børn – Norway Cup.